# Magon III Barcée
Magon III Barcée est un général carthaginois. 
Il est le fils de Magon II Barcée et il lui succède dans le commandement. Il vainc Denys à Cronium (382 av. J.-C.), et conquiert une partie de la Sicile. Mais plus tard il se laissa battre honteusement par Timoléon et prit la fuite. Condamné à mort dans sa patrie, il se tua pour échapper au supplice (343 av. J.-C).

## Source
« Magon III Barcée », dans Pierre Larousse, Grand dictionnaire universel du XIXe siècle, Paris, Administration du grand dictionnaire universel, 15 vol., 1863-1890 [détail des éditions].